# British Home Championship 1978
De British Home Championship van 1978 was de 83e editie van de British Home Championship. Het toernooi werd gehouden van 13 mei tot en met 20 mei 1978. Engeland werd kampioen.

## Eindstand
| Team      | Gsp | W | G | V | DV | DT | DS | Ptn |
| --------- | --- | - | - | - | -- | -- | -- | --- |
| Engeland  | 3   | 3 | 0 | 0 | 5  | 1  | +4 | 6   |
| Wales     | 3   | 1 | 1 | 1 | 3  | 4  | –1 | 3   |
| Schotland | 3   | 0 | 2 | 1 | 2  | 3  | –1 | 2   |
| Wales     | 3   | 0 | 1 | 2 | 1  | 3  | –2 | 1   |

## Wedstrijden
|                                                  |                |       |                                                   |                                                                                 |
| 13 mei 1978 «onderlinge duels» 15:00 uur (UTC+1) | Wales          | 1 – 3 | Engeland                                          | Ninian Park, Cardiff Toeschouwers: 17.698 Scheidsrechter: Malcolm Moffatt (NIR) |
| 13 mei 1978 «onderlinge duels» 15:00 uur (UTC+1) | Phil Dwyer 57' |       | 8' Bob Latchford 82' Tony Currie 89' Peter Barnes | Ninian Park, Cardiff Toeschouwers: 17.698 Scheidsrechter: Malcolm Moffatt (NIR) |

|                                                  |                     |       |                    |                                                                           |
| 13 mei 1978 «onderlinge duels» 15:00 uur (UTC+1) | Schotland           | 1 – 1 | Noord-Ierland      | Hampden Park, Glasgow Toeschouwers: 64.433 Scheidsrechter: John Gow (WAL) |
| 13 mei 1978 «onderlinge duels» 15:00 uur (UTC+1) | Derek Johnstone 36' |       | 26' Martin O'Neill | Hampden Park, Glasgow Toeschouwers: 64.433 Scheidsrechter: John Gow (WAL) |

|                                                  |               |       |               |                                                                                |
| 16 mei 1978 «onderlinge duels» 19:45 uur (UTC+1) | Engeland      | 1 – 0 | Noord-Ierland | Wembley Stadium, Londen Toeschouwers: 55.000 Scheidsrechter: John Gordon (SCO) |
| 16 mei 1978 «onderlinge duels» 19:45 uur (UTC+1) | Phil Neal 44' |       |               | Wembley Stadium, Londen Toeschouwers: 55.000 Scheidsrechter: John Gordon (SCO) |

|                                                  |                     |       |                            |                                                                                 |
| 17 mei 1978 «onderlinge duels» 20:00 uur (UTC+1) | Schotland           | 1 – 1 | Wales                      | Hampden Park, Glasgow Toeschouwers: 70.241 Scheidsrechter: Malcolm Wright (NIR) |
| 17 mei 1978 «onderlinge duels» 20:00 uur (UTC+1) | Derek Johnstone 10' |       | 90' (e.d.) Willie Donachie | Hampden Park, Glasgow Toeschouwers: 70.241 Scheidsrechter: Malcolm Wright (NIR) |

|                                                  |                       |       |               |                                                                                |
| 19 mei 1978 «onderlinge duels» 19:30 uur (UTC+1) | Wales                 | 1 – 0 | Noord-Ierland | Racecourse Ground, Wrexham Toeschouwers: 9.077 Scheidsrechter: Ken Burns (ENG) |
| 19 mei 1978 «onderlinge duels» 19:30 uur (UTC+1) | Nick Deacy 70' (pen.) |       |               | Racecourse Ground, Wrexham Toeschouwers: 9.077 Scheidsrechter: Ken Burns (ENG) |

|                                                  |           |                   |          |                                                                                  |
| 20 mei 1978 «onderlinge duels» 15:00 uur (UTC+1) | Schotland | 0 – 1             | Engeland | Hampden Park, Glasgow Toeschouwers: 88.319 Scheidsrechter: Georges Konrath (FRA) |
| 20 mei 1978 «onderlinge duels» 15:00 uur (UTC+1) |           | 83' Steve Coppell |          | Hampden Park, Glasgow Toeschouwers: 88.319 Scheidsrechter: Georges Konrath (FRA) |